# بيتر توروب
بيتر توروب (ولد في 28 نوفمبر 1950 في تالين بإستونيا) هو عالم سيميائيات إستوني. محرر مشارك لمجلة Sign Systems Studies، أقدم دورية سيميائية دولية، ورئيس جمعية السيميائية الإستونية وأستاذ سيميائية الثقافة في جامعة تارتو. وهو معروف في دراسات الترجمة قبل كل شيء بأطروحته للدكتوراة التي نُشرت باللغة الروسية عام 1995، والإيطالية عام 2000 (الطبعة الأولى) و 2010 (الطبعة الثانية).